# Alan Washbond
Alan Morgan "Al" Washbond, född 14 oktober 1899 i Keene Valley i New York, död 30 juli 1965, var en amerikansk bobåkare.
Washbond blev olympisk guldmedaljör i tvåmansbob vid vinterspelen 1936 i Garmisch-Partenkirchen.